# 楓港村

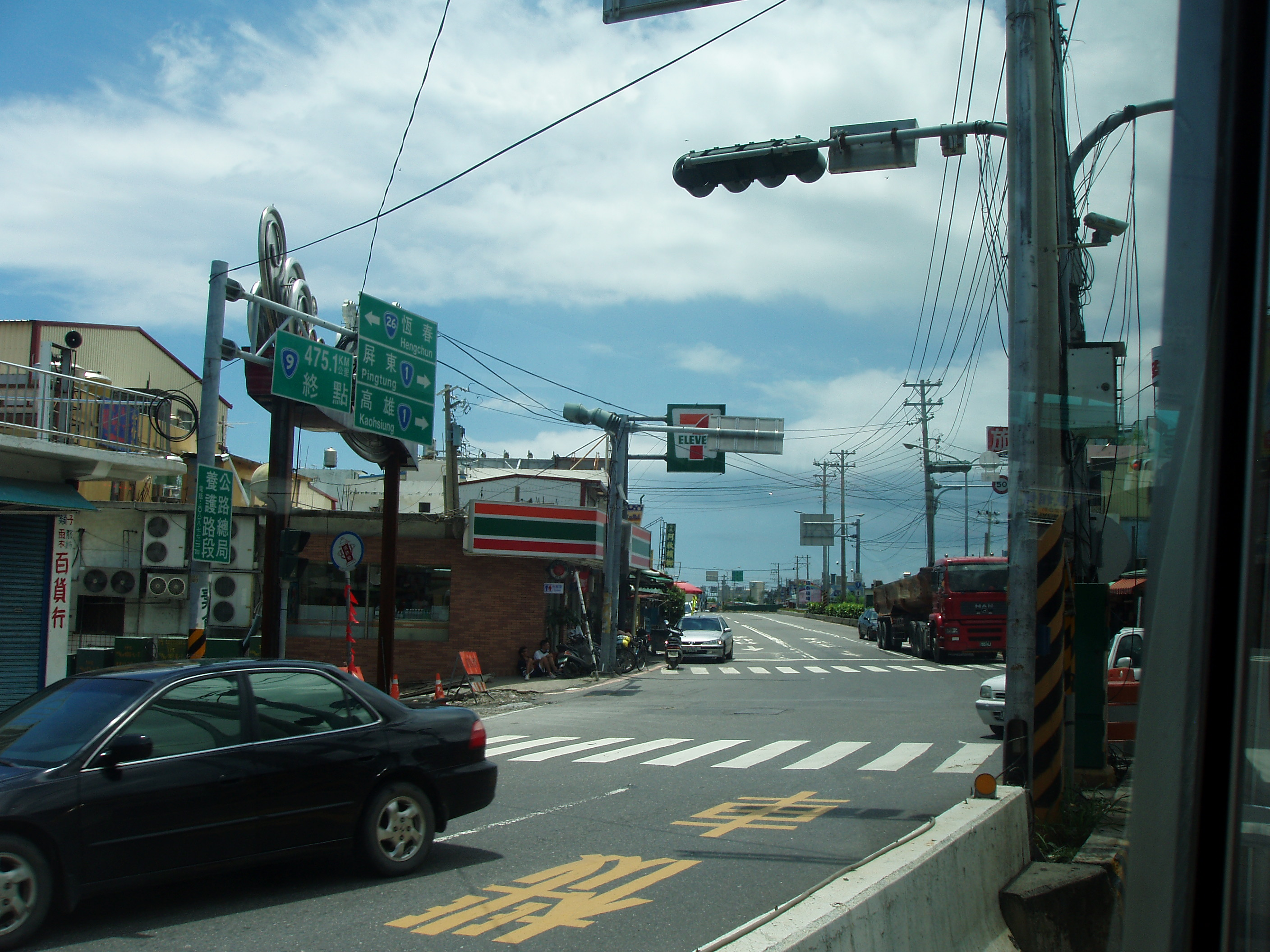
楓港村

楓港村（フォンガン/ふうこう-そん）は、台湾屏東県枋山郷の村。旧称は風港。

## 地理
楓港村は枋山郷の南に位置し、北は枋山村、東は獅子郷、南は善余村にそれぞれ接し、西は台湾海峡に面している。
古くは現在の善余村も範囲としていた。

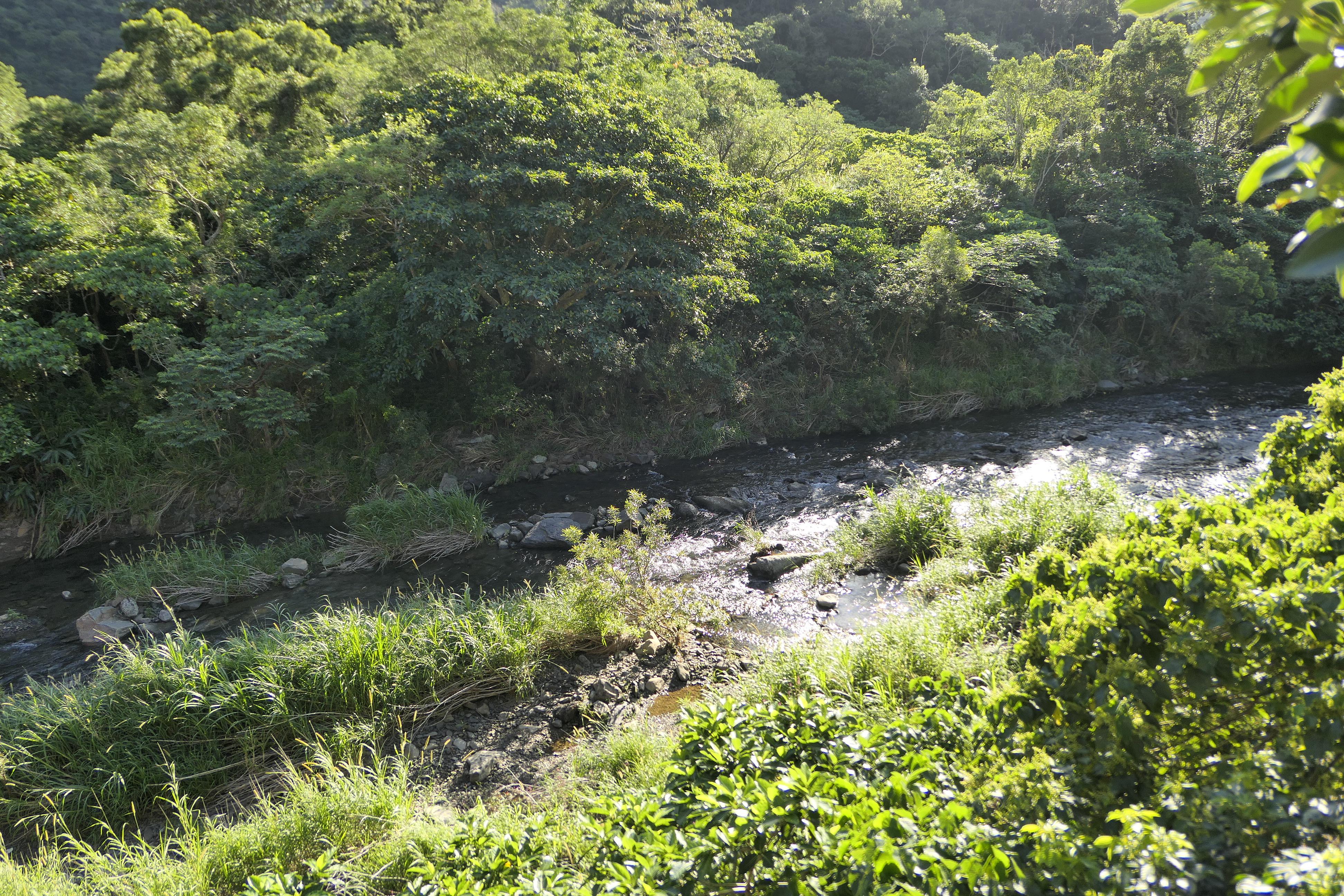
楓港渓

村内には獅子郷を源流とする楓港渓が流れ、その三角州を広く範囲としている。
ハゼ、レンブ、タマネギが特産となっており、楓港三宝と呼ばれる。
日本の国道1号に相当する台1線と、同時に台湾一周の道路網を形成する台湾東部の台9線、この2つの高速道路の終点である。また、台湾を代表する観光地墾丁国家公園への主要道路台26線の起点である。

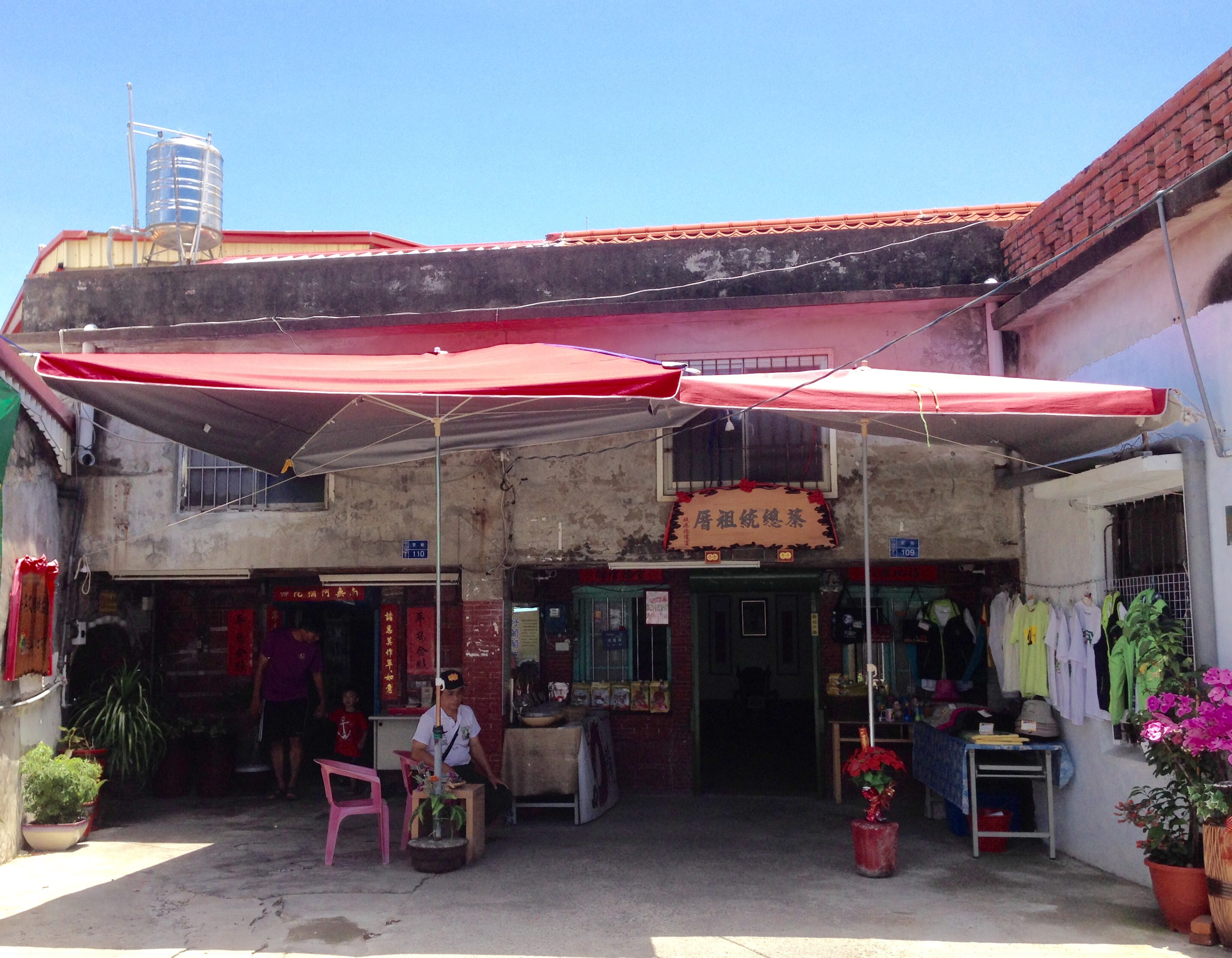
蔡潔生故居（蔡英文総統祖厝）

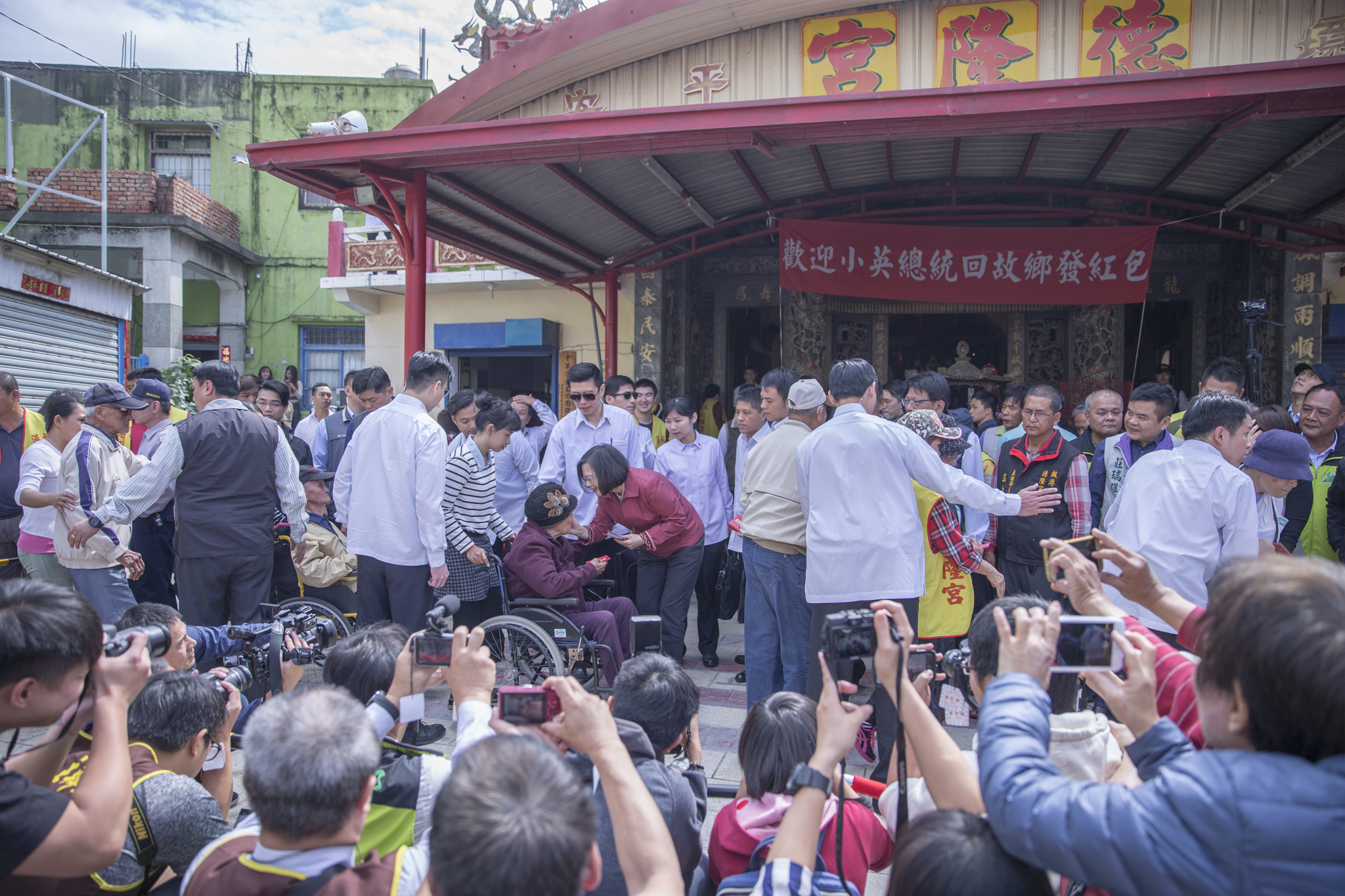
楓港村を訪れた蔡英文（2018年）

第7代総統である蔡英文の故郷でもある。偶然にも、台1線と台9線の起点は台北市の行政院前となっている。
総統のセキュリティコード（維安代號）は、総統の故郷や出身地の地名が使われる。蔡英文が総統に就任する際、現居住地「敦南」、前居住地「永和」と故郷「楓港」の3つの案が提示された。（最終的に蔡英文は「永和」を選択した）

## 歴史
古くは「風港（Hong-káng）」と呼ばれたが、台湾語で同音の「楓」をとって「楓港」となった。
1628年、枋寮郷の北勢寮、水底寮の村人が楓港に移住してきた。農業や漁業で生計を立てていたが、18世紀半ば頃に原住民であるパイワン族から襲撃を受け、死傷者を多く出した。そのため居住地を農地であった場所へ移し、それが楓港村の始まりとなった。
1765年、泉州人の陳玉代が平埔族から土地を買い取り、漢人の入植が本格的に始まった。
清朝統治時代の1875年、恒春県が設置されその管轄となった。
日本統治時代の1901年11月11日、台湾全土に20庁が設置され、恒春庁枋山支庁善余里楓港区となった。
1909年10月25日、20庁制が12庁制と改制されるため、恒春庁が廃止され阿緱庁枋山支庁善余里楓港区となった。
1920年10月1日、台湾地方制度改制により高雄州潮州郡枋山庄の管轄となり、大字楓港となった。
戦後には、高雄県潮州区枋山郷の管轄となり、楓港村が設置された。
1947年2月16日、潮州区から恒春区に移管された。
1950年10月1日、高雄県から分立し区が廃止され屏東県枋山郷楓港村となった。

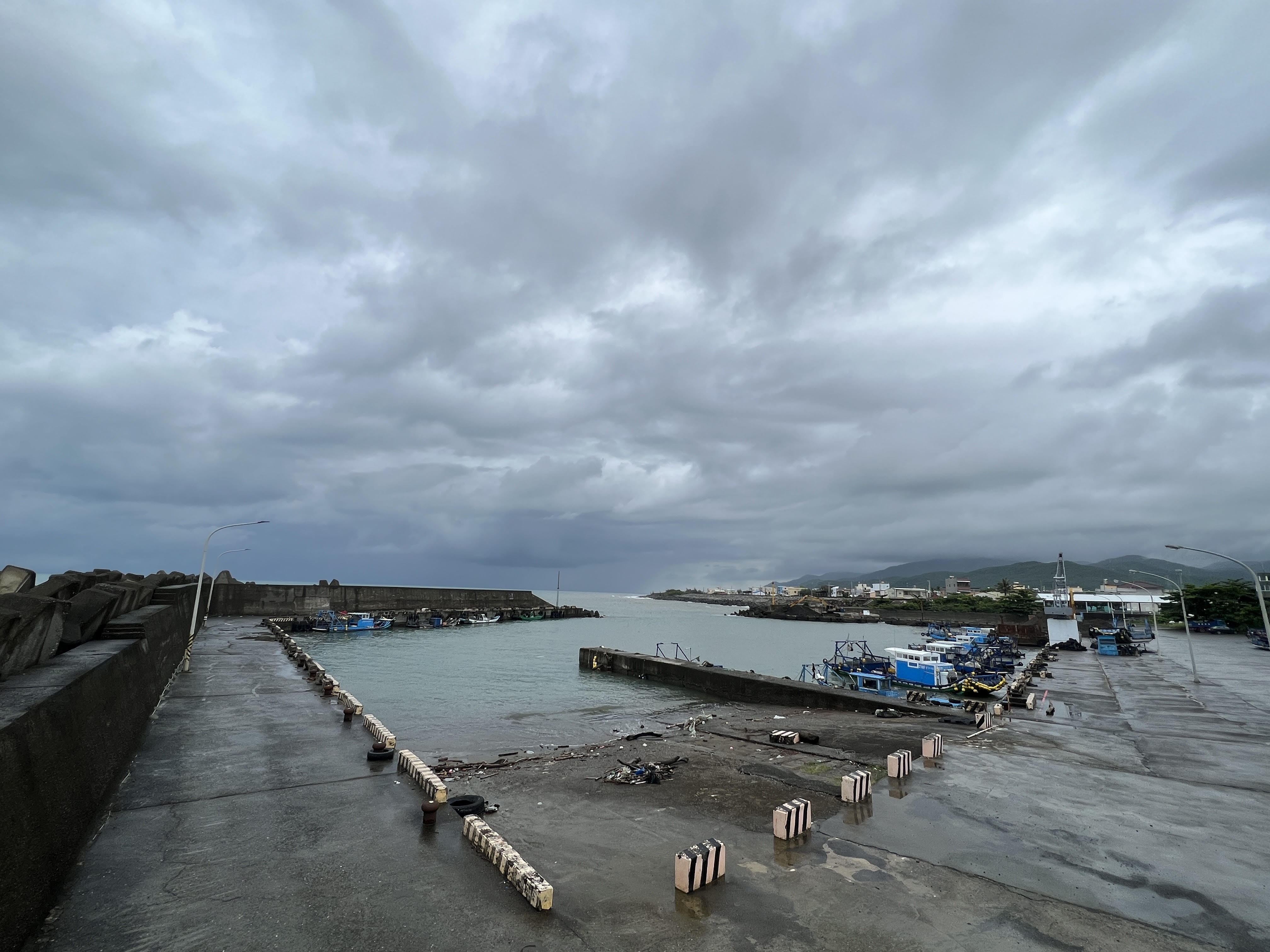
楓港漁港

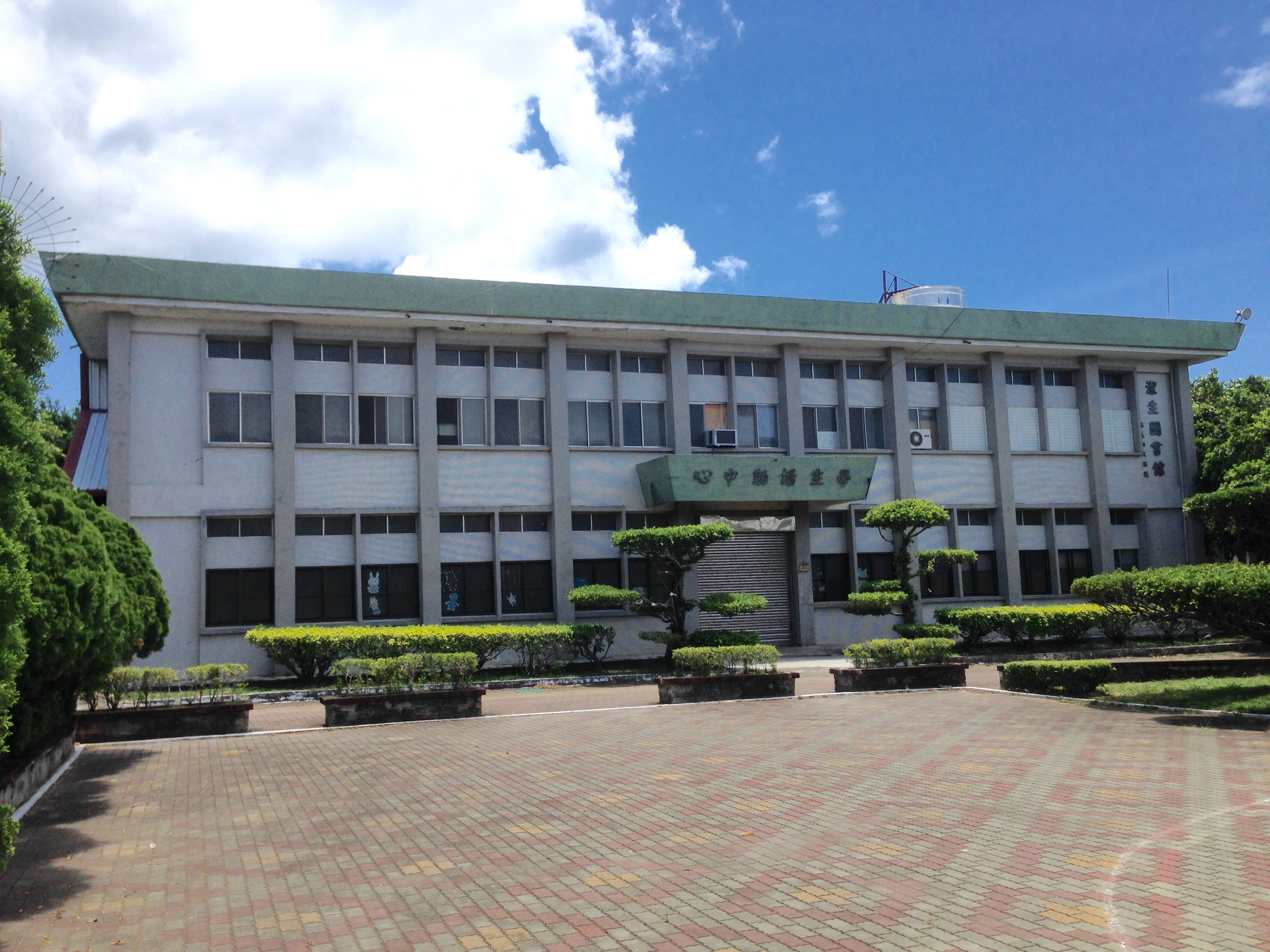
楓港国民小学潔生図書館

1955年、人口が増加したため、善余村が分立した。徳隆路を境に南東部が分立したため、楓港漁港や楓港国民小学は善余村に属することとなった。

## 人口
2024年12月末の人口調査によると楓港村の人口は982人で、枋山郷の中で2番目に人口が少ない。1955年に善余村が分立するまでは郷内最多の人口であった。

## 交通

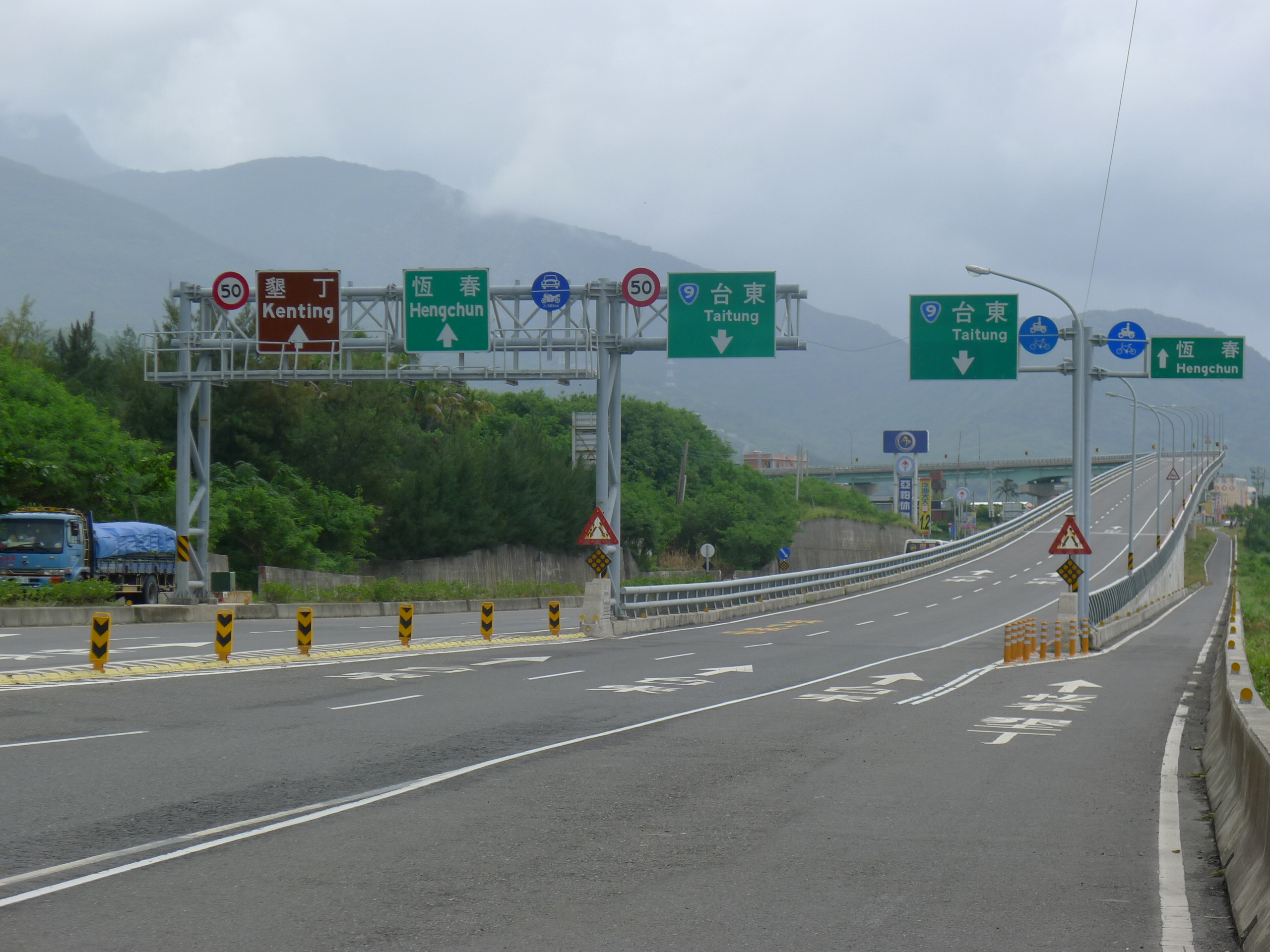
台1線、台9線の終点、台26線の起点楓港

台1線、台9線の終点であり、台湾を代表する観光地墾丁国家公園への主要道路台26線の起点でもあることから、南台湾でも重要な交通の要所となっている。
有名な台湾語の楽曲「台東人」の歌詞には、「枋寮からバスに乗り楓港へ、山を越えて台東へ」とあるように、台湾南部から陸路で台東へ行く際には必ず通る中継地となっている。